# Chandur
Chandur es una ciudad censal situada en el distrito de Nalgonda en el estado de Telangana (India). Su población es de 10880 habitantes (2011). 

## Demografía
Según el censo de 2011 la población de Chandur era de 10880 habitantes, de los cuales 5401 eran hombres y 5479 eran mujeres. Chandur tiene una tasa media de alfabetización del 72,95%, superior a la media estatal del 67,02%: la alfabetización masculina es del 82,17%, y la alfabetización femenina del 63,97%.